# برج داینامیک
برج داینامیک، برج چرخان یا برج پویا (به انگلیسی: Dynamic Tower) (همچنین به عنوان ساختمان معماری پویا یا برج داوینچی نیز شناخته می‌شود)؛ یک آسمان‌خراش چرخان که قرار است در دبی، امارات متحده عربی ساخته شود. این بنا با ۴۲۰ متر (۱۳۷۸ فوت) ارتفاع و در ۸۰ - طبقه توسط معمار دیوید فیشر طراحی شده‌است.
- این برج به دلایل زیر یک کار خلاقانه معماری در نظر گرفته می‌شود:

هر طبقه به طور مجزا قادر به دوران مستقل است. در نتیجه شکل برج هماره تغییر می‌کند. هر یک از طبقات این برج در هر دقیقه حداکثر ۶ متر (۲۰ فوت) می‌چرخد، به عبارت دیگر یک دور کامل را در ۹۰ دقیقه طی می‌کند. برج چرخان اولین آسمان‌خراش پیش ساخته در جهان خواهد بود که در هر طبقه ۴۰ اتاق (که همگی در کارخانه ساخته‌شده‌اند) دارد. قرار است ۹۰ درصد از بنای برج در کارخانه ساخته و بعداً به سایت ساخت و ساز منتقل شود. با این روش می‌توان کل بنا را در ۲۲ روز ساخت.
تنها بخش بنا که در محل ساخت سازه احداث می‌شود هسته آن است. استفاده از بخش‌های پیش‌ساخته باعث کاهش در هزینه و تعداد کارگران می‌شود. (۹۰ کارگر در محل کار و ۶۰۰ کارگر در کارخانه به جای ۲۰۰۰ کارگر مورد نیاز). کل زمان ساخت بیش از ۳۰ ٪ کمتر از ساخت یک آسمان خراش معمولی در همین ابعاد است.
بیشتر کارگران در کارخانه‌ها، که امنیت آن بیشتر است، خواهند بود. اتاق‌ها از جمله وسایل آشپزخانه و حمام از پیش نصب شده خواهند بود.
کل این برج از توربین‌های بادی و صفحات خورشیدی تغذیه خواهد کرد. الکتریسیتهٔ اضافی به اندازه‌ای خواهد بود که پنج ساختمان مشابه دیگرِ هم اندازه، در مجاورت آن را تغذیه کند. توربین بین هر یک از طبقات دوار قرار خواهد داشت. این توربین‌ها می‌توانند تا ۱۲۰۰۰۰۰ کیلووات ساعت انرژی تولید کنند. پانل‌های خورشیدی بر روی سقف و بالای هر طبقه واقع شده‌اند.
در سال ۲۰۰۸، طراح برج پویا گفت که انتظار دارد آن را در سال ۲۰۱۰ به پایان برساند. با توجه به بحران مالی جهانی، تأخیر در به دست آوردن زمین در دبی، و مسائل حق ثبت اختراع در سال ۲۰۰۹ فیشر ادعای به پایان راندن ساخت و ساز در اواخر سال ۲۰۱۱ را مطرح نمود. با این حال وی، ساخت و ساز را هنوز آغاز نکرده‌است، و هیچ اعلام رسمی جهت ساخت مکان وجود ندارد و فیشر نمی‌گوید ساختمان در کجا ساخته خواهد شد چون وی می‌خواهد ان را به شکل یک سوپرایز حفظ کند.

## برج چرخان داوینچی دبی
برج چرخان داوینچی دبی شرکت Dynamic Architecture برج هایی دوار و پویایی در سرتاسر دنیا طراحی کرده که اولین پروژه این شرکت در دبی ساخته خواهد شد.
این برج پویا توسط معماری به نام دیوید فیشر طراحی شده‌است. آسمان خراش ۳۱۳ متری ۶۸ طبقه خواهد داشت که دارای ۱۲ مدول طراحی مختلف است.
این برج دارای یک هتل ۶ ستاره، دفاتر اداری، آپارتمان هایی با مساحت های مختلف می‌باشد، به ‌علاوه پنج ویلا که در بالای برج طراحی شده اند، هر ویلا قابلیت داشتن پارکینگ ماشین در همان طبقه را نیز خواهد داشت که توسط آسانسورهای مخصوصی امکان انتقال را پیدا می‌کنند. سقف PentHouse همچنین امکاناتی از قبیل استخر شنا، حیاطی سبز و فضایی برای مجالس عربی را دارا خواهد بود.
هر طبقه به صورت انفرادی قادر است به آهستگی چرخش ۳۶۰ درجه حول مرکز خود در هر لحظه داشته باشد، سرعت چرخش می‌تواند به ۶ متر بر دقیقه هم برسد بصورتی‌که این حرکت در داخل بدون نگاه کردن به بیرون قابل احساس نیست. به‌طور متوسط، چرخش هر طبقه ۷ روز به طول می انجامد و در این مدت می‌توان دیدی کامل به سراسر شهر دبی داشت. چرخش برج این امکان را فراهم میسازد که فرضاً برای صرف نهار شما منظرهای متفاوتی از جمله جزیره نخل را در دید خود داشته باشید. این چرخش می‌تواند طبق فرمان اهالی ساکن در یک طبقه باشد. برای هماهنگی حرکت طبقات می‌توان از یک ضرب آهنگ کلی برای چرخش هر طبقه استفاده کرد.
پویا انرژی خود را از توربینهای بادی که در بین طبقاتش قرار گرفته‌اند تأمین می‌کند، از طرفی با قرارگیری سلولهای خورشیدی در بالای برج انرژی خورشیدی نیز به نیروهای بادی اضافه می‌شود. مجموع بهای این انرژی‌ها در یکسال به‌طور تقریبی ارزشی معادل ۷ میلیون دلار است. هر توربین قادر است نیروی الکتریسیته‌ ای معادل ۰٫۳ مگاوات تولید کند. (هر توربین بادی معمولی و عمودی نیروی تقریبی ۱-۱٫۵ مگاوات تولید می‌کند.)
طبق مطالعات دبی سالیانه ۴،۰۰۰ ساعت باد دارد، با جمع کردن نیروهای هر توربین در نهایت به ۱،۲۰۰،۰۰۰ کیلووات ساعت انرژی خواهیم رسید. متوسط مصرف سالیانه یک خانواده در دبی در حدود ۲۴،۰۰۰ کیلووات ساعت تخمین زده می‌شود. بدین ترتیب هر توربین می‌تواند انرژی ۵۰ خانوار را تأمین کند. در طراحی برج DynamicArchitecture در دبی ۲۰۰ آپارتمان مسکونی مفروض بوده که با این حساب چهار توربین برای تأمین احتیاجات الکتریکی کفایت می‌کند. طبق همین روال در نهایت ممکن است انرژی تولیدی توربین‌ها از انرژی مصرفی برج بیشتر شود که در طراحی فرض گرفته شده که این انرژی‌ها به مصرف همجواری‌ های برج نیز برسد. طراحی مدرن ساختمان به گونه‌ای است که برای از بین بردن آلودگی‌های صوتی از فیبر کربن استفاده شده‌است.
طراحی این برج مانند برجهایی از این قبیل بر اساس هسته بتنی مرکزی و کنسول‌های طبقات است، در هسته مرکزی ارتباطی ‌های عمودی و تأسیساتی قرار دارد که استوانه‌ای بتنی آن‌ها را در برگرفته، هر طبقه به صورت مجزا از قطعاتی مانند برش‌های کیک تشکیل شده که این قطعات کاملاً پیش‌ساخته هستند، نصب این قطعات بدین صورت است که با قرارگیری یک جرثقیل در بالای استوانه و دو ریل عمودی در ارتفاع برج، قطعات تک تک بر روی ریل‌ها بالا رفته و با چرخش جای قطعه بعدی را باز می‌کند.
سازنده برج ادعا کرده که تنها با ۹۰ نفر نیروی انسانی می‌توان این برج را ساخت، در صورتی‌که پروژه‌هایی از این قبیل حداقل احتیاج به ۲،۰۰۰ نیروی کار در یک زمان دارند. ساخت هر طبقه با این سیستم پیش‌ساخته سه روز زمان کاری احتیاج دارد در صورتی‌که در پروژه‌های معمول دبی ساخت یک طبقه حداقل سه هفته زمان میبرد.
زمان ساخت اولین برج پویا هنوز منتشر نشده‌است اما گفته شده اولین ساختمان در دبی خواهد بود. قطعات پیش‌ساخته برج به راحتی در جبل علی (واقع در ۳۵ کیلومتری جنوب غربی دبی) تولید و نصب خواهند شد. در نهایت ۱۱ شهر بزرگ دیگر شاهد چنین پروژه‌هایی خواهند بود که شهرهای معروفی  مانند: مسکو، میلان، نیویورک و توکیو در این لیست هستند.

## نقد
در زندگی‌نامه فیشر آمده‌است که وی به کمک یک دکترای افتخاری از مؤسسه پرودوی کلمبیا در نیویورک مشهور شده‌است در دانشگاه کلمبیا هیچ چنین موسسه‌ای وجود ندارد و فیشر اذعان می‌کند که آنجا به خوبی شناخته شده نیست.